# 西岡崎車站
西岡崎車站（日语：／ Nishi-okazaki eki */?）是一由東海旅客鐵道（JR東海）所經營的鐵路車站，位於日本愛知縣岡崎市昭和町北浦，是東海道本線沿線的車站。西岡崎是個設有綠窗口（みどりの窓口）但由JR東海子公司東海交通事業代為經營的業務委託車站。

## 車站結構
對向式月台2面2線的地面車站，設有跨站式站房。

### 月台配置
| 月台 | 路線       | 方向 | 目的地           |
| ---- | ---------- | ---- | ---------------- |
| 1    | 東海道本線 | 下行 | 名古屋、大垣方向 |
| 2    | 東海道本線 | 上行 | 岡崎、豐橋方向   |

## 使用情況
根據「岡崎市統計書」，1日平均上車人次如下表。
| 年度   | 一日平均 上車人次 |
| ------ | ----------------- |
| 2006年 | 1,617             |
| 2007年 | 1,666             |
| 2008年 | 1,687             |
| 2009年 | 1,721             |
| 2010年 | 1,735             |
| 2011年 | 1,717             |
| 2012年 | 1,742             |
| 2013年 | 1,774             |
| 2014年 | 1,838             |
| 2015年 | 1,895             |
| 2016年 | 1,927             |
| 2017年 | 1,983             |
| 2018年 | 1,954             |

## 相鄰車站
東海旅客鐵道
 東海道本線
■特別快速、■新快速、■快速、■區間快速
通過
■普通
岡崎（CA52）－西岡崎（CA53）－安城（CA54）

### 來源
1. 1 2  駅構内の案内表記。これらはJR東海公式サイトの各駅の時刻表 （页面存档备份，存于）で参照可能（駅掲示用時刻表のPDFが使われているため。2015年1月現在）。